# 10年
| 千纪： | 1千纪                                                                           |
| 世纪： | 前1世纪 \| 1世纪 \| 2世纪                                                       |
| 年代： | 前10年代 \| 前0年代 \| 0年代 \| 10年代 \| 20年代 \| 30年代 \| 40年代            |
| 年份： | 5年 \| 6年 \| 7年 \| 8年 \| 9年 \| 10年 \| 11年 \| 12年 \| 13年 \| 14年 \| 15年 |
| 纪年： | 新始建国二年                                                                    |

## 大事记
- 王莽下令将匈奴单于的名称改作降奴服于，决定把匈奴的国土和人民分为十五国，匈奴與新朝關係破裂，匈奴大擊北邊，而西域亦瓦解。
- 王莽初設「六筦」之令，對酒、鹽、鐵、鑄錢、名山大澤、五均賒貸等六類與民生物資或經濟活動進行管制。
- 王莽推出五物（金、銀、龜、貝、銅）六名（錢貨、金貨、銀貨、龜貨、貝貨、布貨）二十八品的複雜貨幣系統。
- 劉歆的兩名兒子劉棻、劉泳牽涉入「甄尋怨謗」一案，被捕而死，揚雄因弟子劉棻牽連，恐懼而跳樓，未死，後得免。

## 各国领袖

### 非洲
- 库施
  - 国王：Natakamani（前1年－20年）
- 毛里塔尼亚
  - 国王：Juba II（前25年－23年）

### 亚洲
- 中国：
  - 新朝：
    - 皇帝：王莽（8年－23年）
- 匈奴
  - 单于：乌珠留若鞮单于（前8年－13年）
- 日本（信史前）
  - 天皇：垂仁（前69年－70年）
- 朝鲜
  - 百济：
    - 国王：温祚王（前18年－28年）

  - 东扶余：
    - 国王：带素（前7年－22年）

  - 高句丽：
    - 国王：琉璃王（前19年－18年）

  - 新罗：
    - 国王：南解次次雄（4年－24年）
- 贵霜帝国
  - 皇帝：赫拉欧斯（1年－30年）

### 欧洲
- 阿特雷巴特
  - 国王：Eppillus（7年－15年）
- 卡图维勒尼
  - 国王：Cunobelinus（9年－40年）
- 高加索伊比里亚
  - 国王：Aderk（前2年－30年）
- 马科曼尼
  - 国王：Marbod（前9年－19年）
- 罗马帝国
  - 皇帝：奥古斯都（前27年－14年）

### 中东
- 卡帕多细亚
  - 国王：阿尔刻拉奥斯（前36年－14年）
- 科马基尼
  - 国王：安条克三世（前12年－17年）
- 奈巴提亚
  - 国王：Aretas IV Philopatris（前9年－40年）
- 奥斯若恩
  - 国王：Ma'nu IV bar Ma'nu（7年－13年）
- 安息
  - 国王 - 
    1. 沃诺内斯一世（8年－12年）
    2. 阿尔达班三世（10年－38年）
- 本都 - 皮托多里斯，本都女王（西元前8年－西元23年）

## 出生
- 希羅 - 古希臘數學家。
- 劉盆子 - 漢高祖劉邦之孫城陽景王劉章之後。